# Heinrich Ernst
Heinrich Ernst (Dättlikon, 12 augustus 1847 – Zürich, 27 maart 1934) was een Zwitsers leraar en politicus.

## Biografie
Ernst bezocht van 1863 tot 1867 de kweekschool in Küsnacht en daarna een opleiding tot leraar aan een middelbare school in de steden Zürich en Lausanne. Hij was hierna leraar aan een lagere school in Horgen en daarna leraar aan middelbare scholen in Ietikon (1870–1871) en Winterthur (1871–1895).
Ernst deed in 1890 zijn intrede in de politiek toen hij voor de Grütliverein (nationaal georiënteerde arbeidersbeweging) in de Kantonsraad van het kanton Zürich werd gekozen (tot 1897, daarna opnieuw van 1920 tot 1922). Later werd hij lid van de Sociaaldemocratische Partij van Zwitserland (SP). Van 1895 tot 1897 was hij wethouder Openbare Werken van de stad Winterthur.
Ernst was van 1897 tot 1910 lid van de Regeringsraad van het kanton Zürich. Hij beheerde de departementen van Volksgezondheid (1899–1905), Onderwijs (1905–1911) en Financiën (1911–1920). In 1901, 1908, 1915 en in 1919 was hij de eerste SP voorzitter van de Regeringsraad van het kanton Zürich.
Hij hield zich als lid van de Regeringsraad vooral bezig met het verbeteren van de leefomstandigheden van de minder bedeelden en verbeterde het schoolwezen. Daarnaast was hij medeverantwoordelijk voor de bouw van de Universiteit Zürich.
Van 1887 tot 1893 was hij lid van het hoofdbestuur van de Schoolsynode (1891–1893 voorzitter) van het kanton Zürich. Van 1890 tot 1892 was hij lid van het Centraal Comité van de Grütliverein.
Heinrich Ernst overleed op 86-jarige leeftijd.